# Мэцукэ
Мэцукэ (яп. 目付) — цензоры и инспекторы сёгуната Токугава. Являлись чиновниками бакуфу, занимающими несколько более низкое положение, чем бугё. На мэцукэ была возложена особая задача по выявлению и расследованию случаев недобросовестного управления, коррупции или недовольства в любой точке Японии, особенно среди населения, имеющего статус ниже даймё.

## Сбор информации
Сёгунат осознавал потребность в каком-то внутреннем аппарате для сбора разведывательных данных и в некоторой степени тайного шпионажа в своих собственных рядах. Можно сказать, что мэцукэ действовали как разведывательное управление сёгуна или как внутренние шпионы, сообщая властям Эдо о событиях и ситуациях по всей стране.
Мэцукэ было поручено сосредоточить внимание на людях по статусу ниже даймё. Их коллеги, омэцукэ, отвечали за надзор за деятельностью чиновников и членов даймё (феодалов).
Несмотря на то, что протоколы отчётности мэцукэ и омэцукэ были одинаковыми, на практике они отличались друг от друга. Мэцукэ подчинялся вакадосиёри, стоявшему чуть ниже родзю. Омэцукэ подчинялся непосредственно четырём или пяти родзю на вершине бюрократии сёгуната. По замыслу деятельность мэцукэ по сбору разведывательных данных должна была дополнять деятельность омэцукэ, хотя между двумя в некоторой степени независимыми группами не было официальных отношений отчётности.
В любой взятый период времени мэцукэ всегда было не более двадцати четырёх человек.

## Эволюция ad hoc
Бюрократия сёгуната Токугава расширялась на основе ad hoc, реагируя на предполагаемые потребности и изменяющиеся обстоятельства. Иногда один или несколько мэцукэ или омэцукэ собирались для решения особенных проблем. Например, на Арао Норимаса в период с 1852 по 1854 год возлагались особые обязанности как кайбо-гакари-мэцукэ.
Приставка «кайбо-гакари», переводящаяся как «ответственный за морскую оборону», использовалась с титулами некоторых должностных лиц бакуфу после 1845 года. Этот термин использовался для обозначения тех, кто нёс особую ответственность за наблюдение за прибрежными водами и, косвенно, за решение вопросов с участием иностранцев. «Кайбо-гакари-мэцукэ» позже был заменён термином «гайкоку-гакари». Эти события предшествовали системе Гайкоку бугё, которая вступила в силу незадолго до переговоров, которые привели к заключению договора Харриса.  Впервые назначенные в августе 1858 года, гайкоку-бугё были должностными лицами бакуфу, которым было поручено консультировать правительство по вопросам иностранных дел и которым было поручено вести переговоры с иностранными дипломатами как в Японии, так и за рубежом.

## В популярной культуре
Должность мэцукэ, конечно, не была застрахована от коррупции, и иногда на деятельность этих чиновников могли повлиять взятки. Например, транслируемые по телевидению эпизоды дзидайгэки «Абарэнбо сёгун» изобилуют поднимаемой темой мелкой коррупции, распространённой среди должностных лиц на протяжении всех сезонов.
Мэцукэ также появляется в роли преследователей японских христиан в фильме «Молчание» 2016 года.
В видеоигре Total War: Shogun 2 мэцукэ — это агенты, которым поручено заключать в тюрьму или казнить агентов вражеских кланов, особенно ниндзя, а также наблюдать за поселениями для повышения внутренней безопасности и улучшения сбора налогов.

## Список мэцукэ
- Мацудайра Тикано (1841–1844)
- Идо Стаохиро (1842–1845)
- Арао Наримаса (1852–1854)
- Нагай Наомунэ (1853–1858)
- Ивасэ Таданари (1854–1858)
- Огури Тадамаса[англ.] (1859–1860)
- Икеда Нагааки (1862–1863)
- Кавада Хироши (1864)
- Куримото Себей (1864–1865)